# آلن آسبیستون
آلن آسبیستون (انگلیسی: Alan Osbiston؛ ‏ ۷ مهٔ ۱۹۱۴ – ۱۹۷۱) تدوین‌گر اهل استرالیا و انگلستان بود. وی نامزد دریافت جایزه اسکار بهترین تدوین برای فیلم توپ‌های ناوارون شد.

## گزیدهٔ فیلم‌شناسی
- مانوئلا (۱۹۵۷)
- هنرمند (۱۹۶۰)
- توپ‌های ناوارون (۱۹۶۱)
- لرد جیم (۱۹۶۵)